# Poesia giapponese
(Fosco Maraini)

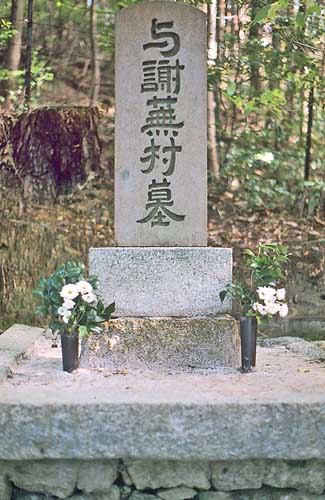
Tomba del poeta giapponese Yosa Buson

La poesia giapponese è la poesia tipica del Giappone, scritta, orale o cantata in giapponese, sia antico che moderno, e che può forse includere le poesie scritte in Giappone, ma in cinese. Molte delle opere letterarie della poesia giapponese nacquero quando i poeti giapponesi incontrarono i poeti cinesi durante la Dinastia Tang (sebbene lo Shijing fosse già ben conosciuto dai letterati giapponesi del VI secolo a.C.). Nell'era in cui il Giappone era sotto l'influenza dei poeti cinesi, cominciarono ad essere composte poesie in cinese (kanshi). Ci vollero diversi secoli per assorbire l'influenza straniera, renderla parte integrante della cultura giapponese, fonderla con la tradizione letteraria in lingua giapponese e poi più tardi sviluppare la diversità di forme poetiche peculiari della poesia nativa. Per esempio, nella Storia di Genji, entrambe le categorie di poesia erano frequentemente menzionate.
Una nuova tendenza arrivò alla metà del XIX secolo a.C.. Da allora in poi, la maggiore forma di poesia giapponese sono stati Tanka (il nome moderno per waka), haiku e shi, appartenenti allo stile poetico orientale. Al giorno d'oggi la principale forma di poesia giapponese si può dividere in poesia sperimentale ed in poesia alla ricerca della tradizione. I poeti, scrivendo tanka, haiku e shi si muovono in livelli separati e raramente lavorano in altre forme che non siano le proprie, anche se alcuni poeti adorano collaborare con compositori di altri generi.
Importanti raccolte sono Man'yōshū, Kokin Wakashū e Shin Kokin Wakashū.

## Poeti importanti

### Premoderni

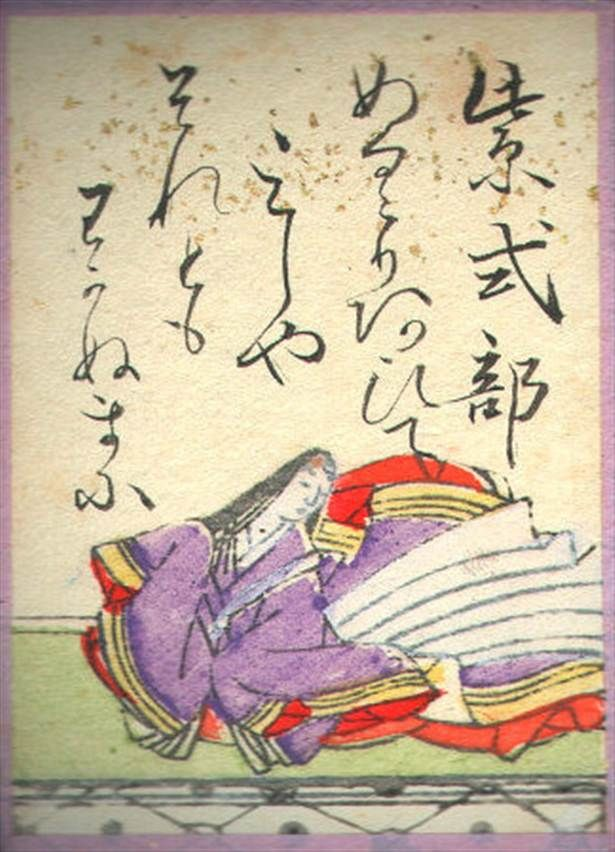
Carta da gioco di Karuta rappresentante Murasaki Shikibu

- Kakinomoto no Hitomaro
- Ariwara no Narihira
- Ono no Komachi
- Izumi Shikibu
- Murasaki Shikibu
- Saigyō
- Fujiwara no Teika
- Sōgi
- Matsuo Bashō
- Yosa Buson
- Yokoi Yayū
- Kobayashi Issa

### Moderni
- Yosano Akiko
- Kyoshi Takahama
- Masaoka Shiki
- Taneda Santōka
- Takamura Kotaro
- Ishikawa Takuboku
- Hagiwara Sakutaro
- Kenji Miyazawa
- Noguchi Yonejiro
- Tanikawa Shuntaro
- Hakushū Kitahara
- Ishigaki Rin

## Lavori e collezioni importanti
La più grande antologia di haiku in giapponese è il volume 12 Bunruihaiku-zenshū (Raccolta classificata di Haiku) compilato da Masaoka Shiki, ma completato dopo la sua morte, esso raccoglie haiku per temi stagionali e sottotemi.  Include lavori datati al XV secolo.

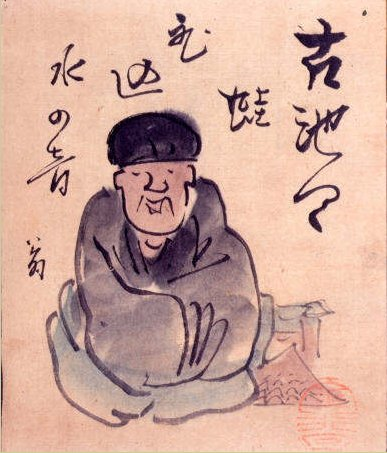
Matsuo Bashō di Yokoi Kinkoku della serie Haikai Gunsen No Zu (Immagini di poeti di haiku)

La più grande collezione di haiku tradotti in inglese su di un singolo soggetto è Cherry Blossom Epiphany di Robin D. Gill, che conta 3000 haiku giapponesi sul soggetto dei fiori di ciliegio.
La traduzione di H. Mack Horton del Diario di Sōchō, del XVI secolo, tratta da un preesistente poeta renga del tempo, il 2002 Stanford University Press Prize for the Translation of Japanese Literature (Premio della Stampa per la Traduzione dalla Letteratura Giapponese dell'Università di Stanford del 2002).